# Tutusius umlambo
Tutusius umlambo è un tetrapode estinto, di incerta collocazione sistematica. Visse nel Devoniano superiore (Famenniano, circa 360 milioni di anni fa) e i suoi resti fossili sono stati ritrovati in Sudafrica.

## Descrizione
Questo animale è noto solo per un osso fossile del cinto pettorale, il cleitro. Non è quindi possibile ipotizzare una ricostruzione di Tutusius, ma il cleitro presenta alcune caratteristiche distintive: si assottiglia anteriormente fino a diventare una struttura appuntita, ed è dotato di una singola zona di inserzione per lo scapularcoracoide, che si estende lungo il processo anteroventrale; il cleitro inoltre forma dorsalmente una guglia a forma di v, e termina posteriormente in uno sperone prominente. Il cleitro è sprovvisto di ornamentazione e possiede un punto di flessione distinto, che demarca la metà ventrale dell'osso, pendente verso il basso, da quella dorsale, più verticale. L'osso è sottile e largo. Il cleitro di Tutusius differisce da ogni altro cleitro noto nei tetrapodi per la presenza di una flangia posteriore, con un pattern di strie e un margine sfrangiato nella parte mediana. 

## Classificazione
Tutusius umlambo venne descritto per la prima volta nel 2018, sulla base di un unico osso fossile ritrovato nella zona di Waterloo Farm nei pressi di Makhanda in Sudafrica, in terreni risalenti alla fine del Devoniano. Nella stessa zona sono stati ritrovati anche i fossili di un altro tetrapode arcaico, Umzantsia. 
Non è chiaro quale fosse la posizione filogenetica di Tutusius, ma l'importanza di questi resti fossili risiede nel fatto che, fino alla descrizione di questi resti, i tetrapodi del Devoniano erano noti tutti da una regione tropicale o subtropicale, e quasi tutti provenivano dalla Laurussia, un antico continente che incorporava Europa, Groenlandia e Nordamerica. Il Sudafrica, nel Famenniano, faceva parte del circolo polare antartico; la scoperta di Tutusius e di Umzantsia, quindi, dimostra che i tetrapodi devoniani non erano confinati ad ambienti caldi e suggerisce che questi animali possano aver avuto una distribuzione globale. 

## Etimologia
Il nome generico Tutusius è in onore dell'arcivescovo Desmond Tutu, in riconoscimento per il suo notevole contributo allo sviluppo sociale e politico del Sudafrica. L'epiteto specifico, umlambo, è una parola di lingua isiXhosa che significa "fiume", con riferimento all'ambiente deposizionale del fossile.